# Eric Smith (football)
Pour les articles homonymes, voir Eric Smith et Smith.
Eric Smith, né le 8 janvier 1997 à Halmstad, est un footballeur suédois. Il évolue au poste de milieu défensif au FC St. Pauli.

## Biographie

### En club
Le 7 janvier 2021, il est prêté pour six mois avec option d'achat au FC St. Pauli par La Gantoise.

### En équipe nationale
Eric Smith est sélectionné au sein des différentes équipes nationales de jeunes, des moins de 16 ans jusqu'aux moins de 19 ans. Il est capitaine chez les moins de 19 ans.

## Palmarès
- IFK Norrköping
  - Coupe de Suède
  - Finaliste :  2017

 FC St. Pauli
- 2. Bundesliga
  - Champion : 2024